# 上京龍泉府

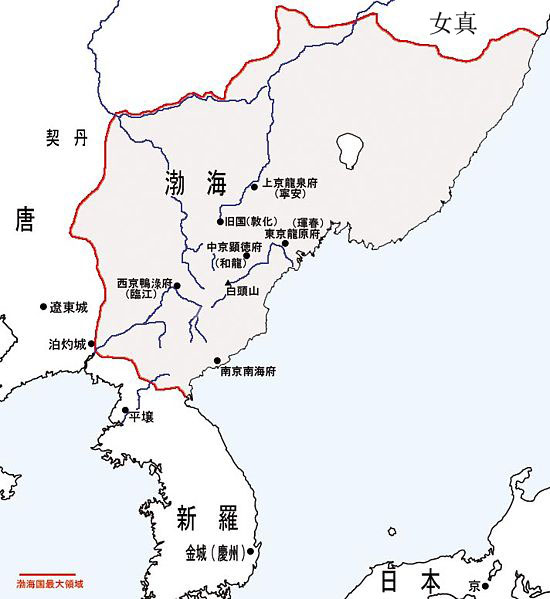
渤海国内の上京龍泉府の位置

上京龍泉府（じょうけいりゅうせんふ）は、中華人民共和国黒竜江省牡丹江市寧安市の渤海鎮に存在する渤海時代の遺跡。

## 歴史
第三代王の大欽茂が755年に中京顕徳府から遷都した後、東京龍原府に遷都されていた9年間を除き渤海が滅亡するまで首都であった都。唐の長安城を手本として造営され、当時の東アジアにおいて長安城に続く大都市であったと考えられる。
上京龍泉府は、中央に宮殿、周りに城壁、周囲16kmと、ほぼ平城京と同じ規模であり、井上和人は、衛星写真を分析し、平城京造営と同じ物差しを使っているという見解を示した。したがって、上京龍泉府は、長らく中国の長安城を模倣したと考えられていたが、平城京の造営は710年、上京龍泉府755年なので、727年に初めて来日した渤海使が平城京の造営を学んだ可能性が指摘されている。

## 概要
上京城は外城・内城・宮城の三重の城壁を備えた長方形の都城である。外城の長さは周囲16.3km、四面に10門が設けられており、城壁は平均2m前後の土壁であったと推測される。市域の東半分を東京（とうけい）、西半分を西京（さいけい）といい、東京の名は現在の地名（東京城〈とうけいじょう〉）に引き継がれている。内城の周囲は約4.5kmであり、周囲は石垣で囲まれていた。宮城は周囲約2.5km、石垣で囲まれた城壁の高さは平均3m以上であった。
現在は宮城内の五重殿及び宮城内部の午門の基礎部などが残っている。発掘調査により多くの建築資材が確認されており、有宝相花紋煉瓦や文字瓦、蓮花瓦等の各種彩色瓦が確認され、当時の建築技術を知る上での重要な遺物となっている。
また宮城の他に寺院、八宝瑠璃井、点将台、駙馬府、御花園等の遺跡も周囲から発掘されている。
中京顕徳府から上京龍泉府への宮廷の移転は、唐の玄宗打倒に差し向けられた唐の司令官の安禄山の反乱の勃発と時期的に合致し、反乱を起こすまで安禄山は渤海と隣接する唐の幽州、営州管区の軍総督であり、さらに、渤海と黒水靺鞨との境界を監視する平盧州副総督でもあった。上京龍泉府への宮廷の移転は、安禄山の蜂起の発生地が渤海の西境、すなわち中京顕徳府から至近距離であり、反乱軍が国境を侵入する場合の安全を保障する措置を講じたとみられる。
上京龍泉府に遷ったのは、国力が北方に伸びた結果であり、黒水靺鞨に対する抑制もかなりの程度にまで進んだであろうとみられる。